# سان بيترو فال ليمينا
سان بيترو فال ليمينا (بالفرنسية: Saint-Pierre) هي كومونا تقع بداخل مدينة تورينو الكبرى ، وهي جزء من اقليم بيدمونت وتقع في شمال إيطاليا . يأخذ اسمه من نهر ليمينا، الذي يتدفق في أراضيها.

## روابط خارجية
- الموقع الرسمي
- المعلومات في communi-italiani.it باللغة الإيطالية